# Коэн, Эмори
Эмори Айзек Коэн (род. 13 Марта, 1990) — американский актёр. Он дебютировал в полнометражном фильме «После школы» (2008). Коэн наиболее известен своими ролями Эй Джея Кросса в фильме Дерека Сианфранса «Место под соснами» (2012), Тони Фьорелло в фильме Джона Кроули «Бруклин» (2015) и Гомера в сериале Netflix «ОА» (2016).

## Биография
Коэн родился в Манхэттене, единственный ребёнок Донны (урожд. Аккерман), директора дошкольного учреждения, и Ноэля Коэна, учителя музыки. Он еврей, в четвёртом поколении житель Нью-Йорка, чьи предки эмигрировали из России. Коэн дебютировал на сцене в роли мистера Пичума в школьной постановке «Трехгрошовая опера» в Школе искусств и технологий Роберта Ф. Вагнера-младшего в Скондари под руководством Альмы Уитни и Оскара Сараски. Он окончил Среднюю школу Элизабет Ирвин в 2008 году и получил полную стипендию для изучения актёрского мастерства в Университете искусств в Филадельфии. Он обучался в UARTs в течение двух лет, прежде чем бросил учёбу, чтобы изучать актёрское мастерство в Нью-Йорке.
Коэн дебютировал в полнометражном фильме «После школы» в 2008 году. Премьера фильма состоялась на Каннском кинофестивале 2008 года и получила положительные отзывы критиков. Его следующая роль была в драматическом фильме 2010 года «Голодные призраки». В 2012 году он снялся в фильме Дерека Сианфранса «Место под соснами», вместе с Брэдли Купером и Дэйном Дехаана. Фильм получил, в целом, положительные отзывы и имел коммерческий успех.
У Коэна была повторяющаяся роль в первом сезоне «Смэш», он играл Лео, сына персонажа Дебры Мессинг, а также Коэн снялся в роли любовника Уэнделла Пирса в независимом фильме «Четыре».
В 2014 году он появился в драме «Игрок», играя теннисиста и в независимом фильме «Под урожайным небом». В 2015 году в фильме «Бруклин» он исполнил роль Тони — любовного интереса Эйлис, которую сыграла Сирша Ронан. Рекс Рид похвалил его «замечательное, теплое и глубоко трогательное выступление».
Коэн сыграл главную роль в независимом фильме 2015 года «Кража автомобилей», совместно с Фелисити Хаффман и Уильям Х. Мэйси. Он получил положительные отзывы за свою роль Билли Уайатта.
В 2016 году он снялся в сериале Netflix «ОА».
В 2018 году сыграл норвежского блэк-метал музыканта Варга Викернеса в биографическом триллере Повелители Хаоса.

## Фильмография
Кино
| Год  | Название                 | Роль                           | Примечания             |
| ---- | ------------------------ | ------------------------------ | ---------------------- |
| 2008 | После школы              | Трэвор                         |                        |
| 2008 | Нью-Йорк, я люблю тебя   | Prom Date                      | нет в титрах           |
| 2008 | Тэсс и Нана              | Juiceman                       | короткометражный фильм |
| 2009 | Голодные призраки        | Мэттью                         |                        |
| 2012 | Четыре                   | Джун                           |                        |
| 2012 | Место под соснами        | Эйвери «Эй Джей» Кросс-младший |                        |
| 2012 | Норд-истер               | Дэнни Страут                   |                        |
| 2013 | Почти Рождество          | Лу                             |                        |
| 2013 | Под урожайным небом      | Каспер                         |                        |
| 2014 | Игрок                    | Декстер                        |                        |
| 2015 | Бруклин                  | Энтони «Тони» Фиорелло         |                        |
| 2015 | Кража автомобилей        | Билли Уайт                     |                        |
| 2016 | Объезд                   | Джонни Рэй                     |                        |
| 2016 | Винсент и Рокси          | ДжейСи                         |                        |
| 2016 | Дуэль                    | Айзек Брант                    |                        |
| 2017 | Жаркие летние ночи       | Декс                           |                        |
| 2017 | Машина войны             | Вилли Данн                     |                        |
| 2017 | Выстрел в пустоту        | Хоуи                           |                        |
| 2018 | Повелители хаоса         | Кристиан «Варг» Викернес       |                        |
| 2019 | Самоизоляция             | Билли                          |                        |
| 2019 | Милая                    | Лукас Гриффин                  |                        |
| 2019 | Киллер                   | Бобби «Скунс» Сантос           |                        |
| 2020 | Выбор Фредерика Фитцелла | Себастьян                      |                        |
| 2021 | Смертельная игра         | Лео                            |                        |
| 2021 | Синий залив              | Дэнни                          |                        |
| 2022 | Большой золотой слиток   | Сэмюэл Листон                  |                        |
| 2023 | Байкеры                  | Таракан                        |                        |
| 2023 | Американские преступники | Дилан Догерти                  |                        |
| 2024 | Ребел-Ридж               | Стив Ланн                      |                        |

Телевидение
| Год       | Название            | Роль          | Примечания  |
| --------- | ------------------- | ------------- | ----------- |
| 2012—2013 | Смэш                | Лео Хьюстон   | 15 эпизодов |
| 2016—2019 | ОА                  | Гомер Робертс | 13 эпизодов |
| 2019      | Самый громкий голос | Джо Линдсли   | 3 эпизода   |
| 2023      | Человек из Флориды  | Мосс Янков    | 7 эпизодов  |

## Награды и номинации
| Год  | Премия                                 | Категория                          | Работа  | Результат |
| ---- | -------------------------------------- | ---------------------------------- | ------- | --------- |
| 2012 | Кинофестиваль в Лос-Анджелесе          | Лучший актёрский ансамбль в фильме | Четыре  | Победа    |
| 2015 | Международный кинофестиваль в Хэмптоне | Прорыв года                        | н/д     | Победа    |
| 2015 | Общество кинокритиков Детройта         | Прорыв года                        | Бруклин | Номинация |
| 2015 | Общество кинокритиков Сан-Диего        | Прорыв года                        | Бруклин | Номинация |
| 2015 | New York Film Critics Online           | Прорыв года                        | Бруклин | Номинация |
| 2016 | International Cinephile Society        | Лучшая мужская роль второго плана  | Бруклин | Номинация |